# Museo de Arte Moderno Gerardo Chávez
El Museo del Arte Moderno Gerardo Chávez es un museo ubicado en la ciudad de Trujillo, departamento de la Libertad, Perú. 
Fue creado por el artista plástico Gerardo Chávez en el 2006. Está ubicado en la esquina de la Av. Federico Villarreal y La libertad.

## Descripción
El museo cuenta con más de ochenta piezas plásticas, entre dibujos, pinturas y esculturas. También posee una sala dedicada a la colección pictórica de Gerardo Chávez, donde destaca su obra emblemática "La Procesión de la Papa", que abarca seis paneles y más de doce metros de largo. También otros grandes formatos, como "Orígenes", "Hombres de Chan Chan", "El otro Ekeko" entre otras pinturas que evocan las diversas etapas de su fructífera carrera.
Igualmente, ocupa un lugar especial la relevante pictórica de Ángel Chávez, así como la Venus del genial creador suizo Alberto Giacometti, y la témpera de su compatriota Paul Klee, que sugiere el ingreso a las salas de dibujo. 
El museo también le da importancia, al trabajo de artistas plásticos latinoamericanos, como Macedonio de la Torre (Perú), Roberto Matta (Chile), Rufino Tamayo (México), Fernando de Szyszlo (Perú), José Tola, Carlos Revilla, Marina Núñez del Prado (Bolivia), Johanna Hamann (Perú), entre otros.

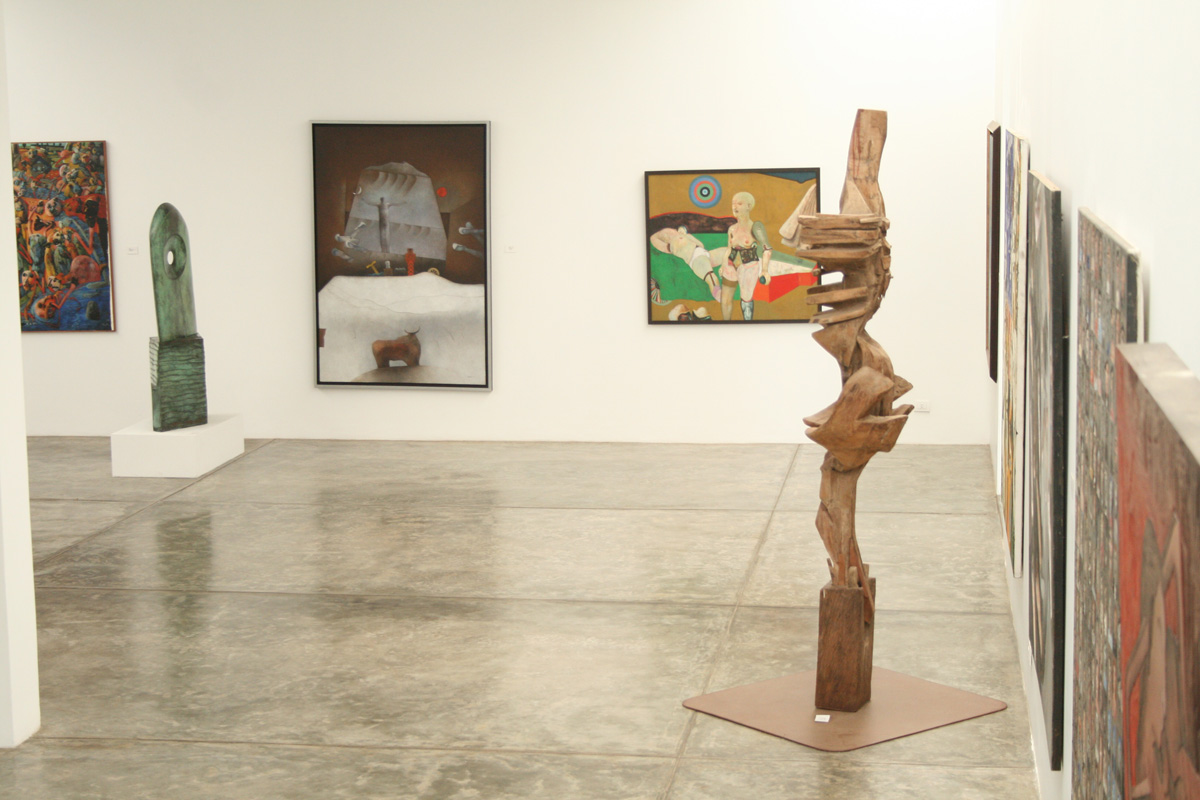
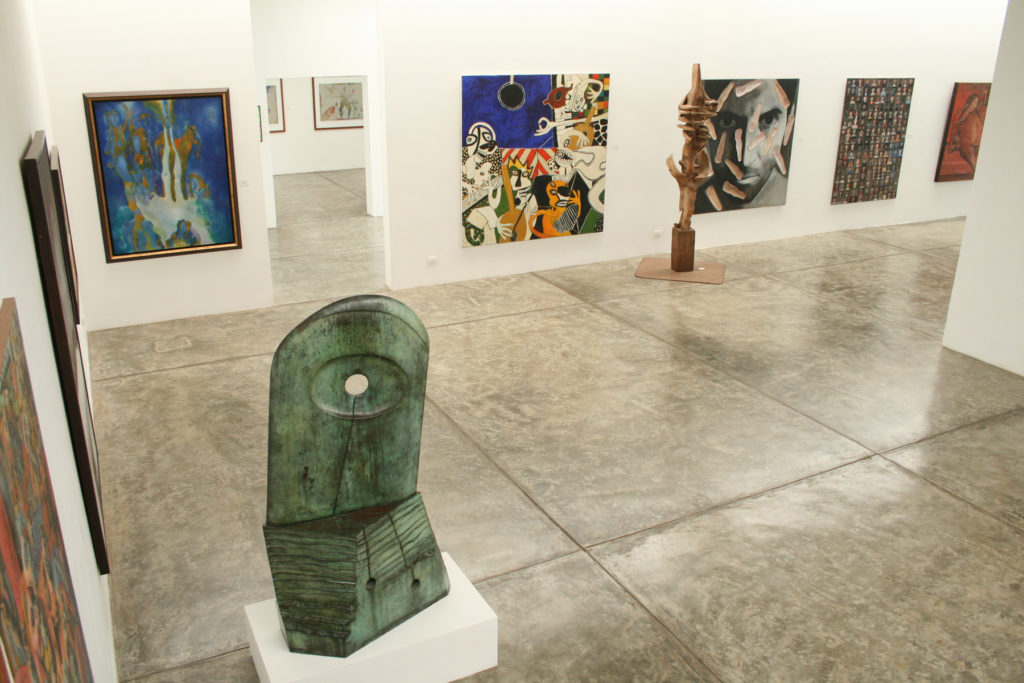
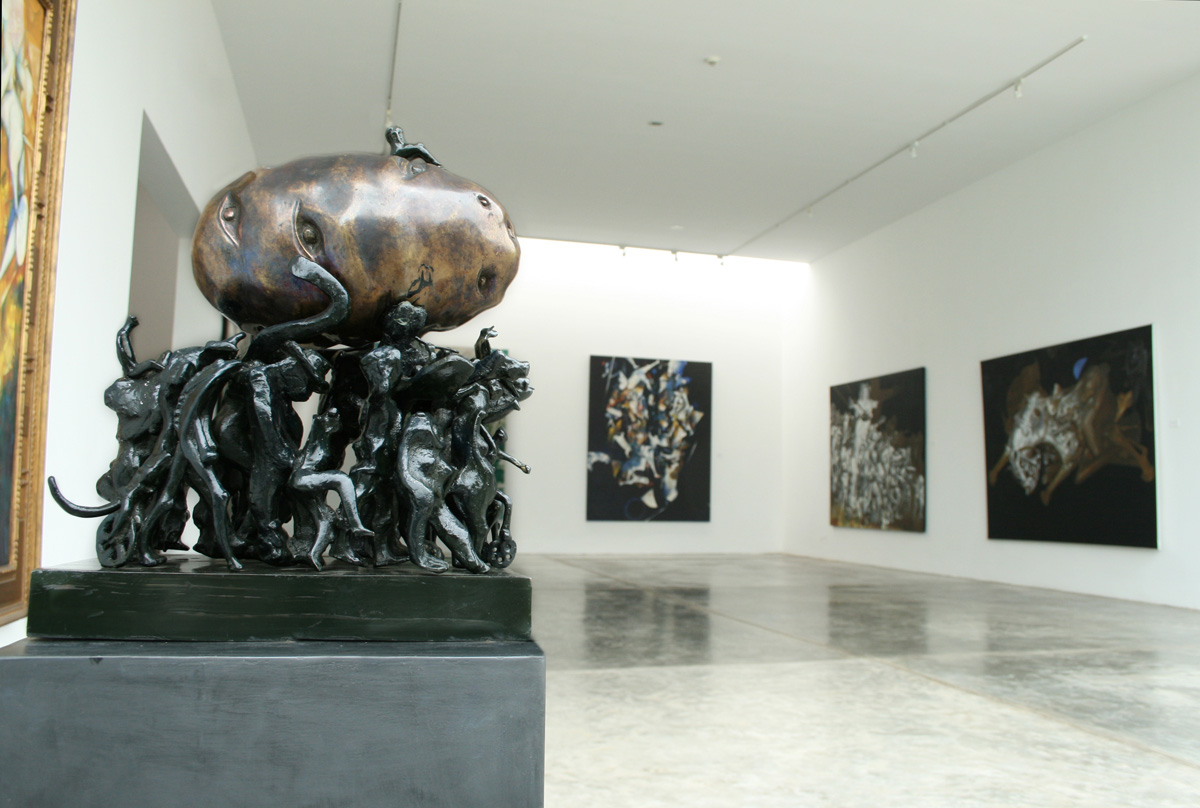